# Ingrīda Priedīte
Ingrīda Priedīte (nascuda com a Ingrīda Bērziņa el 13 de març de 1954 a Rīga) és una jugadora d'escacs letona que té els títols de Gran Mestre Internacional d'escacs per correspondència des de 1996, i el de Mestre de la FIDE Femení des de 2014.
Priedīte es va graduar a la Universitat de Letònia i és economista de professió. Després de la independència de Lituània el 1991 fou la primera Secretària General de la Federació d'Escacs de Letònia.

## Resultats destacats en competició
Priedīte ha guanyat el campionat femení de Letònia dos cops, els anys 1973 (compartint el títol amb Tamara Vilerte) i 1979.
Va començar a jugar als escacs a 9 anys. Va guanyar el campionat juvenil femení de Letònia el 1970, el campionat de Riga femení el 1972, el campionat de Letònia d'estudiants els anys 1974 i 1977, i assolí la categoria de Mestre el 1976.
Posteriorment, Ingrīda Priedīte va esdevenir una excel·lent jugadora d'escacs per correspondència. Fou segona a la 5a Final del Campionat del Món Femení (1993–1998).